# Sprite (jeu vidéo)
Pour les articles homonymes, voir Sprite.
 (octobre 2019).
Si vous disposez d'ouvrages ou d'articles de référence ou si vous connaissez des sites web de qualité traitant du thème abordé ici, merci de compléter l'article en donnant les références utiles à sa vérifiabilité et en les liant à la section « Notes et références ».

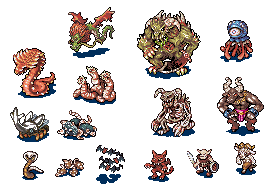
Sprites de jeux vidéo.

Un sprite, ou lutin, est dans le jeu vidéo un élément graphique qui peut se déplacer sur l'écran. En principe, un sprite est en partie transparent, et il peut être animé (en étant formé de plusieurs images matricielles qui s'affichent les unes après les autres). Le fond de l'écran constitue généralement le décor et les sprites sont les personnages et les objets qui se superposent au fond d'écran et qui se déplacent. Un sprite peut parfois aussi passer derrière un élément du fond d'écran.

## Fonctionnement

### Différence entre sprite matériel et sprite logiciel
Dans le domaine des jeux vidéo, et sur certains ordinateurs qui en ont la capacité, un sprite est géré non pas par le processeur graphique, chargé de copier des blocs mémoire dans la mémoire graphique, de les modifier ou pour les plus avancés, d'y créer des motifs géométriques, mais par le processeur vidéo, chargé de superposer les différents plans graphiques et sprites, au moment de l'envoi du signal au moniteur. Si cette capacité matérielle n'existe pas, c'est au processeur graphique ou au CPU d’exécuter cette tâche, nécessitant d'effacer l'ancienne position du sprite dans la mémoire et d'y recopier le fond à cette position et d'y ajouter la nouvelle position et version du sprite. Dans un cas, il s'agit uniquement d'un changement de pointeur, dans l'autre cas de lourdes opérations ; copies de mémoire, masquage du sprite (pour différencier la partie transparente de la partie visible à l'écran), composition. Ce second cas était utilisé avec le blitter, sur Amiga, lorsque la taille du sprite, dépassaient les limites du sprite matériel.
Les processeurs graphiques des PC ont de nos jours au moins 1 sprite matériel, utilisé pour le curseur de la souris.

#### Fonctionnement du sprite matériel
L'affichage ou non du sprite se fait par une opération logique « câblée » au niveau du processeur vidéo. Si à une coordonnée donnée à l'écran, le point correspondant dans les coordonnées du sprite, en fonction de sa position à l'écran, une valeur de couleur correspondant à la transparence est présent dans le tampon du sprite, alors ne pas afficher ce point du sprite, mais celui du fond, sinon, afficher la couleur du point du sprite. Selon les fonctionnalités des processeurs vidéos, il est également possible d'effectuer des opérations logiques plus complexes sur le sprite, ou des opérations de mixage (anglais : blending) entre le sprite, les autres sprites situés derrière, et/ou le fond.

Sur certains processeurs vidéo, il est également possible de changer la couleur du sprite, en changeant la palette lors de sa lecture en mémoire.
Il est également possible lors de l'utilisation de sprite matériel, de changer les coordonnées et d'autres paramètres des sprites comme les couleurs, en fonction de la position de balayage de la mémoire du processeur vidéo. Cette astuce était utilisée sur les micro-ordinateurs et consoles 8 bits, pour multiplier les sprites autrement généralement limités par ligne, avec par exemple à 4 sprites d'1 couleur (MSX), ou 8 sprites de 24×21 pixels monochromes (12×21 points avec des points de 2 pixels 3 couleurs) (Commodore 64), 8 sprites de 16 pixel large, hauteur illimitée, 3 couleur (Amiga 500/1000/2000), selon les capacités.

### Utilisation
L'usage des sprites est une technique fondamentale dans les jeux vidéo en deux dimensions et se retrouve également dans les jeux en 3D principalement pour rendre des effets spéciaux, traiter l'interface graphique ou pour simplifier les objets à afficher. Un sprite est une image rectangulaire dont on fait varier la transparence à certains endroits au moyen du canal alpha afin d'obtenir une silhouette détaillée qui se découpe sur le fond de l'écran, au lieu d'un rectangle. Si le format de pixel comprend une composante alpha, le sprite peut se fondre avec l'image de fond pour créer un effet de transparence (ou d'autres effets, en fonction de la formule mathématique utilisée).
Le système des sprites a eu une importance telle dans la programmation de jeux vidéo qu'il a fait l'objet de circuits dédiés sur toutes les consoles de jeux ainsi que sur certains ordinateurs comme l'Atari XL, le C64, l'Amiga, les MSX. Par contre, en leur absence, il fallait par la programmation émuler le fonctionnement de ces circuits notamment sur l'Amstrad CPC, les TO7 et MO5 de Thomson, le ZX Spectrum de Sinclair, l'Oric 1 et l'Oric Atmos, l'Atari ST, ainsi que sur les premiers compatibles PC et l'Apple Macintosh.
Même si le passage des jeux vidéo à la 3e dimension a considérablement réduit l'utilisation des sprites, ils restent essentiels notamment pour les systèmes de particules, les Z-Sprites ou les Billboards.
Un exemple de sprite particulièrement courant est le pointeur de la souris d'un ordinateur personnel.

## Sprite CSS
Les sprites peuvent également être utilisés pour la création de sites web, pour diminuer le nombre de requêtes HTTP. Plusieurs images sont regroupées dans un seul fichier appelé sprite sheet. L'image est ensuite déplacée pour afficher la zone voulue grâce à des règles feuilles de style en cascade.

### Lienx externes
- (fr) Article sur les sprites CSS
- (en) Sprites by CSS